# تامي بن عامي
تامي بن عامي (بالعبرية: תמי בן עמי‏) ‎(1955 - 22 يوليو 1995 ) عارضة أزياء إسرائيلية.  
ارتبطت بعلاقة مع أولسي بيري، لاعب كرة سلة أمريكي من أصل أفريقي والذي كان يلعب لصالح فريق مكابي تل أبيب لكرة السلة، والذي أدين بتهمة تهريب الهيروين في عام 1987 وحُكم عليه بالسجن لمدة 10 سنوات؛ وأطلق سراحه في عام 1992.    
توفيت بن عامي في 22 يوليو 1995 عن عمر يناهز 40 عامًا بسبب سرطان عنق الرحم. 